# Alister McRae
Alister McRae (Lanark, 20 de dezembro de 1970) é um ex-piloto escocês de ralis. Competiu no Campeonato Mundial de Rali (WRC). É filho do pentacampeão de Ralis Britânico Jimmy McRae e irmão mais novo de Colin McRae, campeão mundial em 1995. É casado com Tara e tem dois filhos, Emmie e Max.

## Carreira
McRae experimentou o desporto motorizado pela primeira vez quando tinha 12 anos, tendo começado pelo motocross. Mas foi no rali que demonstrou a sua verdadeira perícia. Começou a competir no Campeonato Escocês de Rali, não tendo demorado muito a chegar o sucesso. Em 1992, ganhou o prestigiado Shell Scholarship, bem como a categoria de Produção do Campeonato do Mundo.
Nos anos seguintes apareceram mais alguns títulos, entre os quais a vitória no Campeonato Britânico de Rally em 1995, ao volante de um Nissan Sunny. Depressa outros construtores quiseram contratá-lo, tendo assinado um contrato de 2 anos para conduzir um Volkswagen Golf na Fórmula 2. Chegou a competir juntamente com o irmão na Subaru World Rally Team, no Rali da Grã-Bretanha em 1998.
Os seus resultados e reputação despertaram o interesse na equipa que se preparava para integrar o WRC, a Hyundai. Na temporada de 1999, competiu com um carro de tracção dianteira o Hyundai Coupe, enquanto a marca nipónica prepara o primeiro carro WRC, o Hyundai Accent WRC, fazendo dupla com o veterano sueco Kenneth Eriksson. Depois na temporada de 2000, ajudou a tirar mais partido das potencialidades do carro no primeiro ano de competição, acabando por marcar os primeiros pontos no campeonato. Em 2001, e depois de dois anos de muito trabalho os resultados começaram a aparecer, com uma série de pontos conquistados (os dois pilotos estiveram muito bem no muito complicado e molhado Rali de Portugal) tendo falhado ainda o podium no rali disputado em casa, o Rali da Grã-Bretanha.
Depois dos desempenhos na Hyundai, McRae escolheu a Mitsubishi, que estava de regresso ao WRC, na temporada de 2002. Este seria um ano difícil, com o construtor japonês a testar diversas afinações num carro pouco competitivo, sendo muitas vezes re-estruturado. De seguida e no princípio da temporada de 2003, a marca nipónica abandonou o mundial, de modo a poder preparar um novo carro de raíz, o que levou McRae a representar uma equipa privada, o que chegou a ser recompensado com alguns pontos conquistados com um Mitsubishi Lancer Evolution no Rali da Nova Zelândia.
Com o boato de que a Mitsubishi não pretendia voltar a contratar o escocês ou o seu companheiro de equipa de 2002 François Delecour na temporada de 2004, Alister optou pelo campeonato de Produção. Estava na rota de conquistar o título, quando na última prova, e por infelicidade do destino, um problema mecãnico acabaram com o sonho, entregando o título a Niall McShea.
Na temporada de 2006, Alister competiu no Campeonato Chinês de Rali pela Wanyu Rally Team, ao volante de um Mitsubishi Evo IX, participando em outros eventos internacionais. McRae juntou ao seu curriculum a participação com um Toyota Corolla Super 2000 no Rali do País de Gales de 2006, conseguindo a vitória em quatro especiais do Grupo N.
- Commons